# أنور شاه الكشميري
أنور شاه الكشميري (1292 - 1352 هـ / 1875 - 1933 م) هو فقيه حنفي ، من أهل الهند.
هو أنور شاه بن معظم شاه الحسيني الحنفي الكشميري. ولد في قرية بدوده وان من أعمال الكشمير. أخذ عن أبيه، وإسحق الأمرتسري، و محمود حسن الديوبندي ، و خليل الأنبهتوي، و خليل أحمد السهارنفوري ، وغيرهم. توفي بديوبند.

## آثاره
من مصنفاته: تعليقات على فتح القدير لابن الهمام؛ تعليقات على الأشباه والنظائر؛ تعليقات على صحيح مسلم؛ عقيدة الإسلام في حياة عيسى ؛ إكفار الملحدين في ضروريات الدين؛ نيل الفرقدين في مسألة رفع اليدين؛ مشكلات القرآن؛ العرف الشذي علي جامع الترمذي. جمع الشيخ بدر عالم بعض تحقيقاته وإفاداته في درس الجامع الصحيح للبخاري وسماه فيض الباري في أربعة مجلدات. وله التصريح بما تواتر في نزول المسيح